# Нагієв Анатолій Гусейнович
Анатóлій Гусéйнович Нагíєв (рос. Анатолий Гусейнович Нагиев; 26 січня 1958, Ангарськ, Іркутська область — 5 квітня 1982, Новочеркаськ, Ростовська область, РРФСР, СРСР) — радянський серійний, масовий вбивця та ґвалтівник, який у 1979—1980 роках убив як мінімум 6 жінок з особливою жорстокістю. Отримав прізвисько «Скажений».

## Біографія
Народився 26 січня 1958 року в Ангарську, Іркутська область, в родині дагестанця (за іншими даними — інгуша) та казашки. У 1963 році родина з трьома дітьми переїхала в Курську область, в місто Суджа, за іншими даними — в селище Івниця Суджанського району. Активно займався спортом, особливо атлетичною гімнастикою. З дитинства відрізнявся агресивним характером. Мав проблеми у стосунках з дівчатами: існує версія, що причиною був його низький зріст — 165 сантиметрів.

## Злочини
З травня по червень 1975 року скоїв 3 зґвалтування, за що його було засуджено до 6 років позбавлення волі. Покарання відбував в Комі АРСР. Там працював на лісозаготівлях в селищі Чікшино Печорського району. У листопаді 1979 року за хорошу поведінку отримав умовно-дострокове звільнення.
30 січня 1980 року у місті Печора зґвалтував та вбив випадкову знайому Ольгу Дем'яненко в її квартирі. 28 травня того ж року зґвалтував та вбив пасажирку потягу «Ухта—Печора» Тетяну Кравченко, скориставшись тим, що вагон був майже порожнім. Тіло заховав у багажний відсік під сидінням. За однією з версій, жертва маніяка була схожа на Аллу Пугачову.
Незабаром повернувся в Курську область, де влаштувався працювати кіномеханіком пересувної кіноустановки. Умови роботи дозволяли Нагієву багато часу проводити поза місцем проживання.
4 липня 1980 року у напівпорожньому вагоні № 7 потягу «Москва—Харків» зґвалтував, вбив та пограбував чотирьох жінок — двох провідниць Дерев'янко і Зизюліну, та двох пасажирок Марію Лопаткіну і Тетяну Колеснікову. Тіла своїх жертв викинув у вікно в районі Орла між станціями «Сталевий кінь» та «Становий Колодязь». У вагоні на той момент знаходився чоловік, електрик потягу Олександр Прилуцький, якого вбивця бачив, але не чіпав.
Крім того, з листопада 1979 по вересень 1980 скоїв більш як 30 зґвалтувань в різних населених пунктах СРСР.

## Арешт та суд
Після масового вбивства в потязі «Москва—Харків» оперативники склали детальний список речей, які Нагієв вкрав у своїх жертв. Описи ювелірних речей були надіслані в ломбарди та ювелірні майстерні різних міст СРСР. Перстень однієї з жертв злочинець віддав своєму знайомому Григорію Дугіну, який прийшов з прикрасою в одну з ювелірних майстерень Курська, де вона була упізнана. Дугін сказав оперативникам, хто дав йому перстень. Вдома у матері Нагієва був проведений обшук, у ході якого була знайдена його записна книжна з адресами в різних містах та населених пунктах СРСР.
12 вересня 1980 року Нагієв був заарештований в Дніпропетровську. Спочатку його відправили в Орловське СІЗО, звідки за декілька місяців він намагався втекти, розірвавши наручники та зіштовхнувши лобами конвоїрів, але був схоплений. Незабаром його перевели в Курське СІЗО під більш посилену охорону. Після цього Нагієв почав зізнаватися у своїх злочинах, зокрема тих, в яких його спочатку не підозрювали (наприклад, у вбивствах Дем'яненко та Кравченко). Існує версія, що скоєних ним вбивств більше, ніж змогли довести. Крім того, маніяк зізнався, що ще під час відбування покарання він мріяв вбити Аллу Пугачову, заради чого навіть декілька разів їздив в Москву, а також виношував плани нападу на Софію Ротару з тією ж метою.
2 липня 1981 року Нагієв був засуджений Курським обласним судом до смертної кари через розстріл.

## Втеча, другий арешт і страта
На початку серпня 1981 року прийшло повідомлення про переведення Нагієва в Новочеркаську в'язницю для виконання смертного вироку. 19 серпня 1981 року, прибувши в Новочеркаськ він знову втік, проскочивши перед проїжджим протягом. Міністр внутрішніх справ СРСР Микола Щолоков дав на упіймання маніяка 3 тижні, але ловили його майже 2 місяці. 29 вересня 1981 року Нагієв був заарештований на хуторі Янов Білокалитвинського району Ростовської області. За одними даними, переодягнений в циганку маніяк викликав підозри у місцевих жителів, і вони звернулися в міліцію. За іншими даними, після втечі у всіх місцях можливої появи злочинця були виставлені міліцейські засідки, і завдяки засідці на хуторі Янов, де проживав знайомий маніяка, він був затриманий. Під час повторного арешту маніяк чинив активний опір, намагався відстрілюватися з обрізу, і в решті решт отримав 15 кульових поранень. Лікарям вдалося його вилікувати.
Після другого арешту в лікарні Новочеркаської в'язниці намагався вмовити медсестру допомоги йому втекти, на що отримав відмову. Незабаром був переведений з палати в камеру.
Потім Нагієв заявив про бажання зізнатися у тих вбивствах, про які невідомо правоохоронним органам, а також вказати місця скоєння злочинів. У МВС та Генпрокуратурі вирішили, що Нагієв намагається відстрочити виконання вироку та скористатися моментом для підготовки та здійснення нової втечі, тому на його заяви не звернули уваги.
Коли 5 квітня 1982 року Нагієва вели на розстріл, він зумів вирватися та накинувся на одного з конвоїрів: за одними даними, він вкусив конвоїра за палець, за іншими — відкусив фалангу пальця. Після інциденту Нагієв заявив, що за напад на співробітника в'язниці його варто повторно судити (розраховуючи на новий суд, він сподівався скоїти нову втечу). Однак за декілька годин після інциденту, того ж дня Анатолій Нагієв був розстріляний.

## У масовій культурі
- Документальний фільм «„Скаженого“ знищити!» з циклу «Слідство вели...».
- Випуск «Мисливець за Пугачовою» з документального серіалу «Легенди радянського розшуку».
- Про Нагієва згадується в документальному фільмі «Століття волі не бачити».
- За мотивами історії Нагієва знято серіал «Полювання на співачку» (в серіалі фігурує під прізвищем «Ніконов»).
- Фігурує в романі Данила Корецького «Привести у виконання» під прізвищем «Кадієв» та прізвиськом «Удав».